# Michael Mossman
Michael Philip Mossman (* 12. Oktober 1959 in Philadelphia) ist ein US-amerikanischer Jazzmusiker (Trompete, Flügelhorn, Arrangement, Komposition), der auch als Bandleader und Hochschullehrer hervorgetreten ist.

## Leben und Wirken
Mossman begann seine Karriere in Anthony Braxtons Creative Orchestra, mit dem er 1978 durch Europa auf Tournee ging. Danach arbeitete er mit Roscoe Mitchell/Wadada Leo Smith (1979). In den 1980er Jahren spielte er in so unterschiedlichen Formationen, wie in John Lindbergs Ensemble (Trilogy of Works for Eleven Instrumentalists), in Franco Ambrosettis Tentett sowie bei Lionel Hampton (1984).

Mitte der 1980er Jahre wurde er Mitglied der Formation Out of the Blue und spielte kurz bei Art Blakeys Jazz Messengers, außerdem bei Machito und Gerry Mulligan (1985); danach war Mossman Lead-Trompeter in Toshiko Akiyoshis Jazz Orchestra und gehörte von 1989 bis 1991 der Band von Horace Silver an. 1989 bis 1991 nahm er mit The George Gruntz Concert Jazz Band auf. 1992 spielte er in Gerry Mulligans Rebirth of the Cool Band; außerdem ging er mit Dizzy Gillespies United Nation Orchestra und dem Slide Hampton Jazz Masters Orchestra auf Tourneen. Er spielte auch in Latin Jazzbands von Michel Camilo, Mario Bauzá und Eddie Palmieri sowie mit Gil Evans, Pat Metheny, Benny Carter, Bob Mintzer, Al Di Meola, Joe Henderson, Renee Rosnes, Dwayne Dolphin und Jimmy Heath.
Mossman war mit Daniel Schnyder Co-Leader einer Band, mit der Aufnahmen für das Label Red entstanden. 1993 leitete er eine Aufnahmesession mit Perico Sambeat. 1994 hatte er eine Band aus David Sánchez, Kenny Drew Jr., James Genus und Marvin Smitty Smith,  mit der er für Claves das Album Springdance einspielte. 2001 nahm er The Orisha Suite auf, Mitwirkende waren u. a. Paquito D’Rivera, Ray Barretto und Carlos 'Patato' Valdez. Ende 2012 wurde sein Arrangement der Afro-Cuban Jazz Suite for Ellington (für die Bobby Sanabria Big Band) für den Grammy Award in der Kategorie Best Instrumental Arrangement nominiert. Er schrieb auch für zahlreiche europäische Radio-Bigbands.
Mossman war u. a.  am Oberlin Conservatory of Music in Oberlin, Ohio, an der Rutgers University, der New School for Social Research und dem New Jersey Summer Arts Institute tätig. Gegenwärtig ist Mossman Professor und Direktor des Bereichs für Jazz-Studien an der Aaron Copland School of Music am Queens College in New York City.

## Diskographische Hinweise
- Granulat (Red, 1990)
- Uptown dance (EGT, 1993)
- Springdance (Claves, 1995)
- Visitatio Sepulchri De Gandia (Calidoscopi Mostra Tua Jazz – CR 001, 2010)
- The Orisha Suite (2011)